# Alberto Leanizbarrutia
Alberto Leanizbarrutia Abaunza (Elorrio, 1º aprile 1963) è un ex ciclista su strada e dirigente sportivo spagnolo di origine basca.
È stato professionista dal 1985 al 1998.

## Carriera
Gregario al servizio dei propri capitani, tra cui Laurent Jalabert alla ONCE, Leanizbarrutia ha corso per tredici anni da professionista. I successi più importanti da lui ottenuti sono la prima semitappa della quinta tappa della Vuelta al País Vasco 1987, la Oyón-Oñati di 126 km, e la maglia azzurra al Giro d'Italia 1991.
Dopo aver appeso la bicicletta al chiodo ha ricoperto l'incarico di direttore sportivo della Liberty Seguros dal 2005 al 2006.
Ritiratosi completamente dal mondo del ciclismo, ha in seguito aperto una pizzeria a Durango, e attualmente vive a Berriz, dove lavora come operaio in una fabbrica automotiva.

## Palmarès
- 1987

5ª tappa, 1ª semitappa Vuelta al País Vasco
- 1988

Tour de Vendée
- 1990

Prologo Vuelta a Cantabria
- 1994

Clásica Zamudio

### Altri successi
- 1991

Classifica intergiro Giro d'Italia

## Piazzamenti

### Grandi giri
- Giro d'Italia

1991: 64º
1995: ritirato
- Tour de France

1991: 39º
1992: ritirato
1993: ritirato
1994: 102º
- Vuelta a España

1986: 73º
1989: 80º
1990: 69º
1991: 44º
1993: 66º
1994: 82º
1995: 43º
1996: ritirato
1997: 37º
1998: 55º

### Classiche
- Milano-Sanremo

1992: 174º
- Giro di Lombardia

1997: 54º

### Competizioni mondiali
- Campionati del mondo

Oslo 1990 - In linea: 22º
Agrigento 1991 - In linea: ritirato
Duitama 1997 - In linea: ritirato